# Cocalinho
Cocalinho – miasto i gmina w Brazylii, w stanie Mato Grosso.